# Лобова, Нина Романовна
Нина Романовна Гецко (девичья фамилия Лобова; род. 20 июля 1957, Зестафони) — советская и украинская гандболистка, вратарь. Олимпийская чемпионка (1976). Мастер спорта СССР международного класса (1976), заслуженный мастер спорта СССР (1980).

## Биография
Гандболом занялась с 11 лет, живя в городе Берегово Закарпатской области Украины. В 1970—1975 годах выступала за сборную школьников УССР, затем за молодёжную сборную СССР. До 1989 года защищала ворота команды «Колос» из Берегово.
Чемпионка Олимпийских игр 1976 году в Монреале. Чемпионка мира 1982 года. В 1981 году окончила Киевский институт физкультуры и спорта. В 1989—1991 годах выступала за многократного обладателя Кубка Европейских чемпионов «Вашаш» (Будапешт).
В 1991—1994 годах защищала цвета неоднократного чемпиона и обладателя кубка Исландии «Стьярнана», признавалась лучшим игроком страны. При этом зрители специально ходили посмотреть на «своего» голкипера, которая за игру могла забросить мяч, а то и два в ворота соперника из своей вратарской площадки. В 1994—1998 годах выступает за многократного обладателя Кубка Европейских чемпионов по гандболу «Будучность» (Югославия).
В настоящее время Нина Гецко-Лобова — председатель федерации гандбола Закарпатья, член президиума федерации гандбола Украины, член совета Закарпатского областного отделения НОК Украины.
В 2006 году награждена Орденом княгини Ольги III степени.